# リヒャルト・ワーグナー
ヴィルヘルム・リヒャルト・ワーグナー（ドイツ語: Wilhelm Richard Wagner, ドイツ語: [ˈʁɪçaʁt ˈvaːɡnɐ] ( 音声ファイル)、1813年5月22日 - 1883年2月13日）は、19世紀のドイツの作曲家、指揮者、思想家。名はワグナーやヴァ（ー）グナーとも書かれる。
ロマン派オペラの頂点であり、また楽劇の創始者であることから「楽劇王」の別名で知られる。ほとんどの自作歌劇で台本を単独執筆し、理論家、文筆家としても知られ、音楽界だけでなく19世紀後半のヨーロッパに広く影響を及ぼした中心的文化人の一人でもある。

## 生涯

### 幼少期

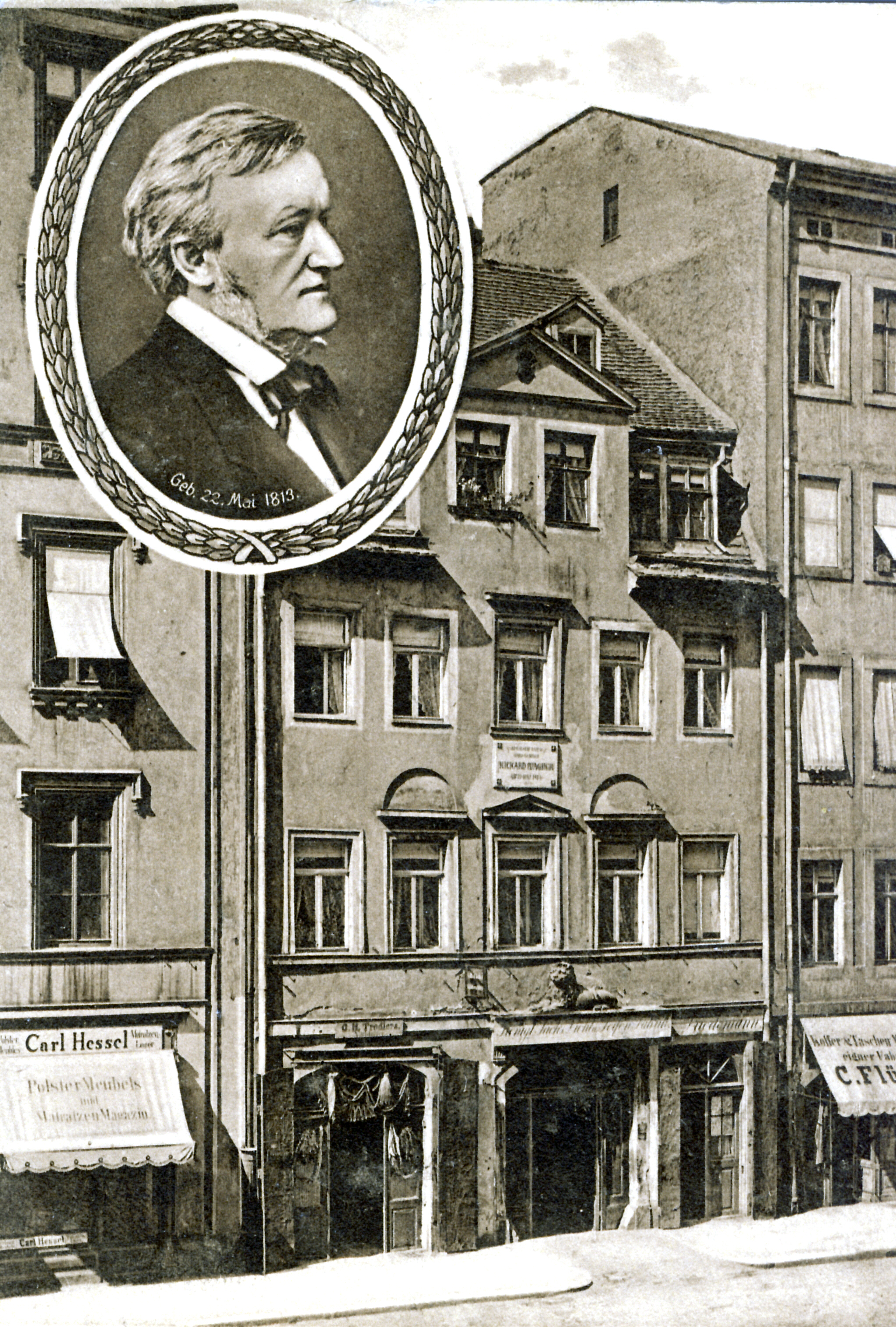
ライプツィヒのワーグナーの生家

1813年、ザクセン王国ライプツィヒに生まれる。父カール・フリードリヒ・ワーグナー（Carl Friedrich Wagner (1770–1813)）は警察で書記を務める下級官吏であったが、フランス語に堪能であったため、当時ザクセンに駐屯していたナポレオン率いるフランス軍との通訳としてたびたび駆り出された。カールはリヒャルトの生後まもなく死去する。母ヨハンナ・ロジーネ・ワーグナー（Johanna Rosine Wagner）はカールと親交があった俳優ルートヴィヒ・ガイヤー（ユダヤ人・実父説もあり）と再婚した。ワーグナ一家は音楽好きで、家庭内で演奏会などをよく開くなど幼時から音楽に親しみ、リヒャルトの兄弟の多くも音楽で身を立てている。特に一家とも親交があった作曲家カール・マリア・フォン・ウェーバーから強い影響を受ける。1817年にドレスデン宮廷歌劇場音楽監督に就任したウェーバーは若きワーグナーにとって憧れの人物で、生涯敬意を払い続けた数少ない人物だった。15歳のころベートーヴェンに感動し、音楽家を志す。同時に劇作にも関心を持ち、のちに独自の芸術を生み出す原動力となる。10代から盛んにピアノ作品を作曲しており、初期ロマン派の語法の積極的な摂取が幼いながらも認められる。1830年10月、ベートーヴェンの『交響曲第9番』をピアノ独奏用に編曲し、マインツのショット社に刊行を依頼するも断られてしまう。1831年の復活祭の折りにライプツィヒを訪れたベルンハルト・ショットに楽譜を手渡すとともに再度依頼するも、編曲版には不備も多く出版には至らなかった。当初は絶対音楽の作曲家になろうと交響曲にも関心を示したが、すぐに放棄した。
1831年、18歳の時にライプツィヒ大学に入学。哲学や音楽を学んだが数年後に中退する。また、聖トーマス教会のカントル（トーマスカントル）だったテオドール・ヴァインリヒに対位法作曲の指導を受けた。

### 青年期

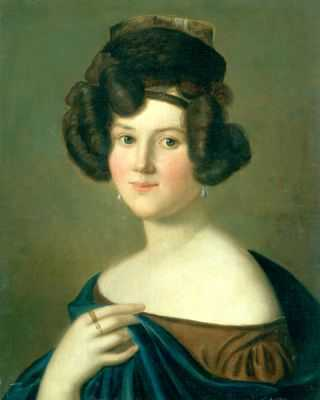
最初の妻ミンナ・プラーナー

1832年に『交響曲 ハ長調』（WWV 29）を完成させたと時を同じくして、最初のオペラ『婚礼』（WWV 31）を作曲した。1833年にヴュルツブルク市立歌劇場の合唱指揮者となった。その後指揮者に飽き足らず、オペラ作曲家を目指したが芽が出ず、貧困に苦しんだ。
青年ドイツ派のハインリヒ・ラウベと知り合い、1834年、最初の論文『ドイツのオペラ』を匿名でラウベが編集する流行界新聞に発表した。この論文では歌唱美を持つイタリア音楽や、イタリアオペラの欠点を補ったグルックなどのフランス音楽に比して、ドイツ音楽は学識的（gelehrt）であり、民衆の声や真実の生活からかけ離れており、「ドイツなど世界のひとかけらにすぎない」と感じており、若いワーグナーは青年ドイツ派の影響を受けて、新しい音楽はイタリア的でもフランス的でもドイツ的でもないところから生まれると論じていた。
1834年にマクデブルクのベートマン劇団の指揮者となった際、女優のミンナ・プラーナーと出会い、恋仲となる。
1836年に『恋愛禁制』（WWV 38）を作曲したがベートマン劇団が解散。ミンナがケーニヒスベルクの劇団と契約したため彼女についてケーニヒスベルクへ向かい、同地で結婚した。しかし、二人の関係は不安定で、ワーグナーは独占欲が強く、他方のミンナは幾度も恋人と駆け落ちし、1837年5月にミンナは姿を消した。1837年にはドレスデン、さらに帝政ロシア領リガ（現在のラトビア）と、劇場指揮者をしながら転々とした。ドレスデンでエドワード・ブルワー＝リットンの小説『ローマ最後の護民官リエンツィ』を翻訳で読み、台本スケッチにした。1839年3月、リガの劇場を解雇された。7月、債権者から逃れたワーグナー夫妻はロンドンへ密航した。この時に暴風に襲われ、『さまよえるオランダ人』（WWV 63）の原型となった。

### パリ時代 (1839-1842)

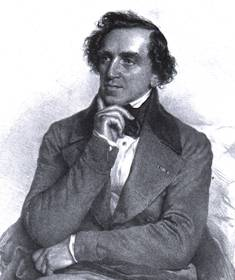
ワーグナーを庇護したユダヤ人作曲家マイアベーア。

1839年、ロンドンからドーバー海峡を渡り、船上で婦人からパリで成功したユダヤ人作曲家ジャコモ・マイアベーアへの紹介状を書いてもらった。一時ブローニュ＝シュル＝メールでオペラ『リエンツィ』（WWV 49）を完成させた。
銀行家の息子だったマイアベーアはパリで1824年に『エジプトの十字軍』を成功させ、『悪魔のロベール』（1831年）、サン・バルテルミの虐殺に基づくグランド・オペラ『ユグノー教徒』（1836年）の大ヒットなどで名声を博し、1842年にはベルリン宮廷歌劇場音楽監督に就任した。マイアベーアの『預言者』（1849年）では最初の10回の収入だけで10万フラン、さらに版権で44000フランを獲得したうえに、レジオンドヌール勲章、ザクセン騎士功労章、オーストリア・フランツ・ヨーゼフ騎士団騎士勲章、ヴュルテンベルク上級騎士修道会勲章、エルネスティン家一級指揮勲章、イエナ大学名誉博士号、ベルリン芸術アカデミー顧問などの名誉を獲得した。
1839年9月、マイアベーアはオペラ座支配人への推薦を引き受けてくれたため、ワーグナー夫妻は感激した。しかし、10月には推薦が効き目なく、希望は幻滅へと変わり、マイアベーアへの邪推、そしてパリ楽壇、ユダヤ人を敵視するようになっていった。この頃、ワーグナーは生活費の工面や『リエンツィ』や『さまよえるオランダ人』の上演の庇護をマイアベーアから受けていた。ワーグナーもマイアベーアはグルック、ヘンデル、モーツァルトと同じくドイツ人であり、ドイツの遺産、感情の素朴さ、音楽上の新奇さに対する恥じらい、曇りのない良心を保持しており、フランスとドイツのオペラを美しく統一した作曲家であると称賛した。また、マイアベーアは多くのユダヤ人がキリスト教に改宗する時代において、改宗を拒否した唯一の例であった。一方でマイアベーアは聴衆のほとんどは反ユダヤ主義であるとハイネへの手紙で述べている。
マイアベーアの紹介で、ユダヤ人出版商人シュレザンジューから編曲や写譜の仕事を周旋してもらい、また雑誌への寄稿を求められて、小説『ベートーヴェン巡礼』を連載した。パリではドイツ人ゴットフリート・アンデルス、ザームエル・レールス、画家キーツと親交を結び、プルードンやフォイエルバッハの思想を知った。
1840年2月の手紙でワーグナーは、マイアベーアを民族の偏見をなくし、言語による境界を取り払う音楽として称賛している。
1840年の「ドイツの音楽について」でワーグナーは、ドイツ国はいくつもの王国や選帝侯国、公国、自由帝国都市に分断されており、国民が存在しないために音楽家も地域的なものにとどまっていると嘆いたうえで、しかしドイツはモーツァルトのように、外国のものを普遍的なものにつくりかえる才能があると論じた。同年、反フランス的なドイツ愛国運動「ライン危機」がドイツで広がり愛国歌謡が作られたが、ワーグナーはこれを嫌悪した。ライン危機とは、1840年にフランスのティエ−ル内閣がライン川を国境とすべきだとドイツに要求したことに対する反フランス的なドイツの愛国運動のことであり、「ドイツのライン」「ラインの守り」「ドイツの歌」などの愛国歌謡が作られたが、ワーグナーは共感しなかった。
偽名で発表したエッセイ「ドイツ人のパリ受難記」(1841)では「パリでドイツ人であることは総じてきわめて不快である」と書き、ドイツ人は社交界から排除されているのに対して、パリのユダヤ系ドイツ人はドイツ人の国民性を捨て去っており、銀行家はパリでは何でもできる、と書いた。ワーグナーの身近にいたマイアベーアは事実、偽客（サクラ）を動員したり、ジャーナリストを買収するなどしており、ハイネもそうして獲得したマイアベーアの名声に対して「金に糸目をつけずにでっちあげた」と批判していた。1842年頃には、ワーグナーはシューマンへの手紙でマイアベーアを「計算ずくのペテン師」と呼ぶようになった。
この頃、ハイネから素材を採り『さまよえるオランダ人』（WWV 63）を作成した。ワーグナーはハイネと親しく、ハイネがユダヤ系のルートヴィヒ・ベルネを『ベルネ覚書』で批判すると、ワーグナーはハイネを擁護した。
パリでワーグナーが認められることはなかった一方で、『リエンツィ』（WWV 49）は1841年6月に故郷であるザクセン王国・ドレスデンで完成したばかりのゼンパー・オーパー（ドレスデン国立歌劇場）での上演が決定し、1842年4月にワーグナーはパリで認められなかった失意のうちに、『リエンツィ』の初演に立ち会うためにザクセン王国ドレスデンへ戻った。

### ザクセン宮廷指揮者
ドレスデンでの1842年10月20日の『リエンツィ』初演は大成功に終わり、これによってワーグナーはようやく注目された。『リエンツィ』は流行のマイアベーア様式を踏襲しており、ビューローは「『リエンツィ』はマイアベーアの最高傑作」と呼んだ。この成功によって、ザクセン王国の宮廷楽団であるシュターツカペレ・ドレスデン（ザクセン国立歌劇場管弦楽団）の指揮者の職を打診され、翌年の1843年2月に任命された。1月に『さまよえるオランダ人』が上演されたが、これは『リエンツィ』と違ってそれほどの評判を得られなかった。
1843年の「自伝スケッチ」でワーグナーは、イタリア人は「無節操」で、フランス人は「軽佻浮薄」であり、真面目で誠実なドイツ人と対比させたが、こうした評価にはパリでの不遇が背景にあった。
1844年12月には、1826年にイギリス（ロンドン）で客死したウェーバーの遺骨をドレスデンへ移葬する式典の演出を担当した。ウェーバーを尊敬していたワーグナーは、『ウェーバーの「オイリアンテ」のモティーフによる葬送音楽』（WWV 73）とウェーバーを讃える合唱曲『ウェーバーの墓前にて』（WWV 72）を作詞作曲し、さらに追悼演説も行って、多才を発揮した。
当時のワーグナーは、ドレスデン宮廷歌劇場監督で社会主義者のアウグスト・レッケルの影響で、プルードン、フォイエルバッハ、バクーニンなどアナーキズムや社会主義に感化されており、国家を廃棄して自由協同社会（アソシエーション）を望んでいた。
1845年にはオペラ『タンホイザー』（WWV 70）を作曲し上演したが、当初は不評だった。しかし上演し続けるうちに評価は上昇していき、ドレスデンにかぎらず各地で上演されるようになった。夏休暇にはヴォルフラム・フォン・エッシェンバッハの『パルチヴァール』 、ゲオルク・ゴトフリート・ゲルヴィーヌスの『ドイツ人の詩的国民文学の歴史』 を読んだ。
1846年、ワーグナーは毎年恒例であった復活祭の直前の日曜日におこなわれる特別演奏会の演目として、ベートーヴェンの『交響曲第9番』の演奏を計画。当時、ベートーヴェンの第9番は演奏されることも少なく、忘れられた曲となっていたため猛反対の声が上がったが、徹底したリハーサルや準備の甲斐あってこの演奏は大成功に終わった。以後、『交響曲第9番』は名曲としての評価を確立する。1848年にオペラ『ローエングリン』（WWV 75）を作曲したが、この時は上演されなかった。
ワーグナーは1846年、ザクセン王立楽団の労働条件の改善や団員の増強や合理的な編成を要求したが、総監督リュッティヒャウ男爵はすべて却下した。さらに翌1847年にワーグナーは宮廷演劇顧問のカール・グツコーの無理解な専制を上訴したが、取り合ってもらえなかったため、辞任した。
1847年夏、ワーグナーはヤーコプ・グリムの『ドイツ神話学』に触発され、古代ゲルマン神話を研究した。

### 1848年革命 (ドイツ三月革命)
1848年3月のドイツ三月革命ではフランスのような「国民」をドイツで実現することが目指され、レッケルがドレスデンで「祖国協会」を組織し、公職を追放された。宮廷楽長ワーグナーはこの協会に加入していた。ワーグナーは5月に宮廷劇場に代わる「国民劇場」を大臣に提案したが、劇場監督が反対したため却下された。6月には祖国協会で、共和主義の目標は貴族政治を消し去ることであり、階級の撤廃と、すべての成人と女性にも参政権を与えるべきであるとして、プロイセンやオーストリアの君主制は崩壊すると、演説で述べた。さらに、美しく自由な新ドイツ国を建設して、人類を解放すべきであると述べたが、この演説は、共和主義者と王党主義者からも攻撃された。また、この演説では金権とユダヤ人からの解放について演説したともいわれる。7月にはヘーゲルの歴史哲学に影響を受けて、「ヴィーベルンゲン、伝説に発した世界史」や「ジークフリートの死」の執筆をはじめた。
ワーグナーは、レッケルを通じてバクーニンと知り合い、1849年4月8日の「革命」論文では、革命は崇高な女神であり、人間は平等であるため、一人の人間が持つ支配権を粉砕すると主張した。
1849年5月のドレスデン蜂起でワーグナーもバリケードの前線で主導的な役割を果たした。ワーグナーはドレスデンを脱出したが、指名手配を受けてスイスのチューリッヒに亡命した。

### 亡命時代
1849年、ドレスデンで起こったドイツ三月革命の革命運動に参加。当地に来ていたロシアの革命家のバクーニンと交流する。しかし運動は失敗したため全国で指名手配され、フランツ・リストを頼りスイスへ逃れ、チューリッヒで1858年までの9年間の亡命生活をおくり、この亡命中にも数々の作品を生み出す。
亡命先のチューリッヒでワーグナーは『芸術と革命』（1849年）を著作し、古代ギリシャ悲劇を理想としたが、アテネも利己的な方向に共同体精神が分裂したため衰退し、ローマ人は残忍な世界征服者で実際的な現実にだけ快感を覚え、またキリスト教は生命ある芸術を生み出すことはできなかったとキリスト教芸術のすべてを否定した。一方、ローマ滅亡後のゲルマン諸民族はローマ教会への抵抗に終始したし、またルネサンスは産業となって堕落したとする。さらに近代芸術は、その本質は産業であり、金儲けを倫理的目標としていると批判した上で、未来の芸術はあらゆる国民性を超越した自由な人類の精神を包含する、と論じた。また、同年の『未来の芸術作品』では、共通の苦境を知っている民衆（Volk）と、真の苦境を感じずに利己主義的な「民衆の敵」とを対比させて、「人間を機械として使うために人間を殺している現代の産業」や国家を批判して、未来の芸術家は音楽家でなく民衆である、と論じた。
亡命先のスイスでゲルマン神話への考察を深め、1849年には『ヴィーベルンゲン 伝説から導き出された世界史』で伝説は歴史よりも真実に近いとして、ドイツ民族の開祖は神の子であり、ジークフリートは他の民族からはキリストと呼ばれ、ジークフリートの力を受け継いだニーベルンゲンはすべての民族を代表して世界支配を要求する義務がある、とする神話について論じた。1848年革命の失敗によって、コスモポリタン的な愛国主義は、1850年代には排外的なものへと変容したが、ワーグナーも同時期にドイツ的なものを追求するようになっていった。
『ローエングリン』はリストの手によってワイマールで1850年に上演され、初演ではやや不評だったものの次第に評価を上げ、やがてワーグナーの代表作の一つとされるようになる。もっとも、亡命中のワーグナー自身はドイツ各地で上演される『ローエングリン』を鑑賞することができず、「ドイツ人で『ローエングリン』を聴いたことがないのは自分だけだ」と嘆いたという。ワーグナーが『ローエングリン』を聴くのは実に11年後、1861年のウィーンにおいてである。
この時期、独自の「総合芸術論」に関する論文数編を書き、「楽劇」の理論を創り上げた。
ワーグナーはマイアベーアを1846年にも尊敬していたが、1849年6月に指名手配を受けたワーグナーはパリでのマイアベーア流行に対して資本主義的音楽産業の兆候とみえ、憎悪するようになった。ワーグナーは友人テーオドーア・ウーリクとマイアベーアの『預言者』を観劇し、「純粋で、高貴で、高慢で、真正で、神的で人間的なものが、すでにそのように直接暖かく、至福の存在において息づいている」と称賛しているが、これは嘲笑ともされ、この時期にワーグナーは「内心軽蔑していたパトロンたちにさえ、馬鹿にされていたのが実は我々だった」とリストに述べている。
翌1850年、ワーグナーが変名で『音楽におけるユダヤ性』を「新音楽時報」に発表し、ユダヤ人は模倣しているだけで芸術を作り出せないし、芸術はユダヤ人によって嗜好品へと堕落したと主張した。また、「ユダヤ人は現に支配しているし、金が権力である限り、いつまでも支配し続けるだろう」とも述べた。ワーグナーは1850年以前はユダヤ人の完全解放を目指す運動に与していた。ワーグナーは『音楽におけるユダヤ性』で、マイアベーアを名指しでは攻撃せずに、ユダヤ系作曲家メンデルスゾーン・バルトルディを攻撃し、またユダヤ解放運動は抽象的な思想に動かされてのもので、それは自由主義が民衆の自由を唱えながら民衆と接することを嫌うようなものであり、ユダヤ化された現代芸術の「ユダヤ主義の重圧からの解放」が急務であると論じた。ワーグナーによれば、メンデルスゾーンは最も特殊な才能に恵まれ、繊細かつ多様な教養を有しているが、心を魂をわしづかみにするような作用をもたらさないとし、またバイロイト時代には才能を持っているが力を伸ばすにつれて愚かになっていく猿と評した。ただし、ワーグナーはメンデルスゾーンの『ヘブリディーズ諸島（フィンガルの洞窟）』序曲（1830年）を称賛し、崇高であるとも評価し、1871年には自分が移調ができないことに対してメンデルスゾーンならば手を叩いて喜んだだろうとも述べており、さらにメンデルスゾーン本人よりも、メンデルスゾーン一派が台頭させて、価値を創造せずにただ商品を流通させているだけの「音楽銀行家」を批判した。また、1843年の「パウロ」ドレスデン初演をワーグナーは激賞し、メンデルスゾーンも「さまよえるオランダ人」ベルリン初演を称賛した。メンデルスゾーンは1847年に死去しており、『音楽におけるユダヤ性』はその三年後に発表された。
『音楽におけるユダヤ性』を発表して以降、ワーグナーはマイアベーアの陰謀で法外な非難を受けたと述べ、1851年にワーグナーはリストに向けて、以前からユダヤ経済を憎んでいたと述べ、1853年にはユダヤ人への罵詈雑言をリストの前で述べるようになっていた。

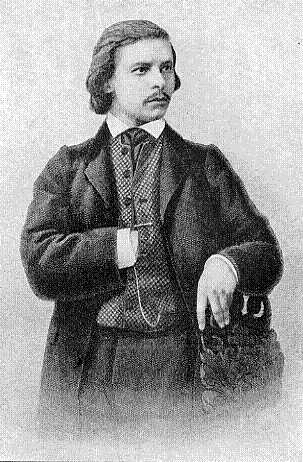
カール・タウジヒ

他方で、ワーグナーはユダヤ人奏者を庇護したり、起用することも行った。例えば、『音楽におけるユダヤ性』には一点の疑義もなく、自殺するかワーグナーに師事するかしかないと述べたウクライナのユダヤ人ピアノ奏者ヨーゼフ・ルービンシュタインをワーグナーは庇護し、専属奏者とし、さらにバイロイト新聞への寄稿を求めた。同じくカール・タウジヒもユダヤ人でワーグナーの庇護下にあったし、ワーグナーがローエングリンとジークフリート役に好んで起用した歌手で後にプラハ新ドイツ劇場監督になるアンゲロ・ノイマンもユダヤ人であった。
1851年には超大作『ニーベルングの指環』（WWV 86）を書き始める。また1859年には『トリスタンとイゾルデ』（WWV 90）を完成させた。
1851年の『オペラとドラマ』でワーグナーは、古代ギリシャ人の芸術を再生できるのはドイツ人であると論じ、また死滅したラテン語にむすびついたイタリア語やフランス語とは違って、ドイツ語は「言語の根」とむすびついており、ドイツ語だけが完璧な劇作品を成就できる、と論じた。1851年12月にフランスでナポレオン3世のクーデターが起きると、ワーグナーは革命を期待したが、翌年末にフランス帝政が宣言されると、落胆して、ドイツへの帰国を考えるようになった。
1855年、ワーグナーの知り合いでもあった自由主義者の作家フライタークの小説「借方と貸方」では、ドイツ人商人が浪費癖の強いドイツ人貴族を助けて、ドイツへの憎しみに燃えるユダヤ人商人は没落し最後には汚い川で溺死するという話で、ドイツの長編小説の中で最も読まれたといわれ影響力があった。
1860年1月25日、パリでワーグナー作品演奏会が実施され、エクトル・ベルリオーズ、マイアベーア、ダニエル＝フランソワ＝エスプリ・オベール、シャルル・グノーが来場し、さらにワーグナーが開いた水曜会にはカミーユ・サン＝サーンスとグノーが常連となり、またワーグナーは詩人のシャルル・ボードレールを招待した。
1861年にはワーグナーが実名で『音楽におけるユダヤ性の解説』を刊行した。
この時期には数人の女性と交際していた。特にチューリヒで援助を受けていた豪商ヴェーゼンドンクの妻マティルデと恋に落ち、ミンナとは別居した。この不倫の恋は『トリスタンとイゾルデ』のきっかけとなり、またマティルデの詩をもとに歌曲集『ヴェーゼンドンクの5つの詩』を作曲した。しかしこの不倫は実らず、チューリヒにいられなくなったワーグナーは以後1年余りヴェネツィア、ルツェルン、パリと転々とした。1860年にはザクセン以外のドイツ諸邦への入国が許可された。1862年には『ニュルンベルクのマイスタージンガー』の作曲にとりかかった。この年、恩赦によってザクセン入国も可能になり、ワーグナーは法的には亡命者でなくなった。そのため別居してドレスデンに住んでいた妻ミンナと再会できたが、この再会以後二人が会うことはなかった。またこのころ、ウィーン音楽院の教壇にも立っている。

### ルートヴィヒ2世の招き

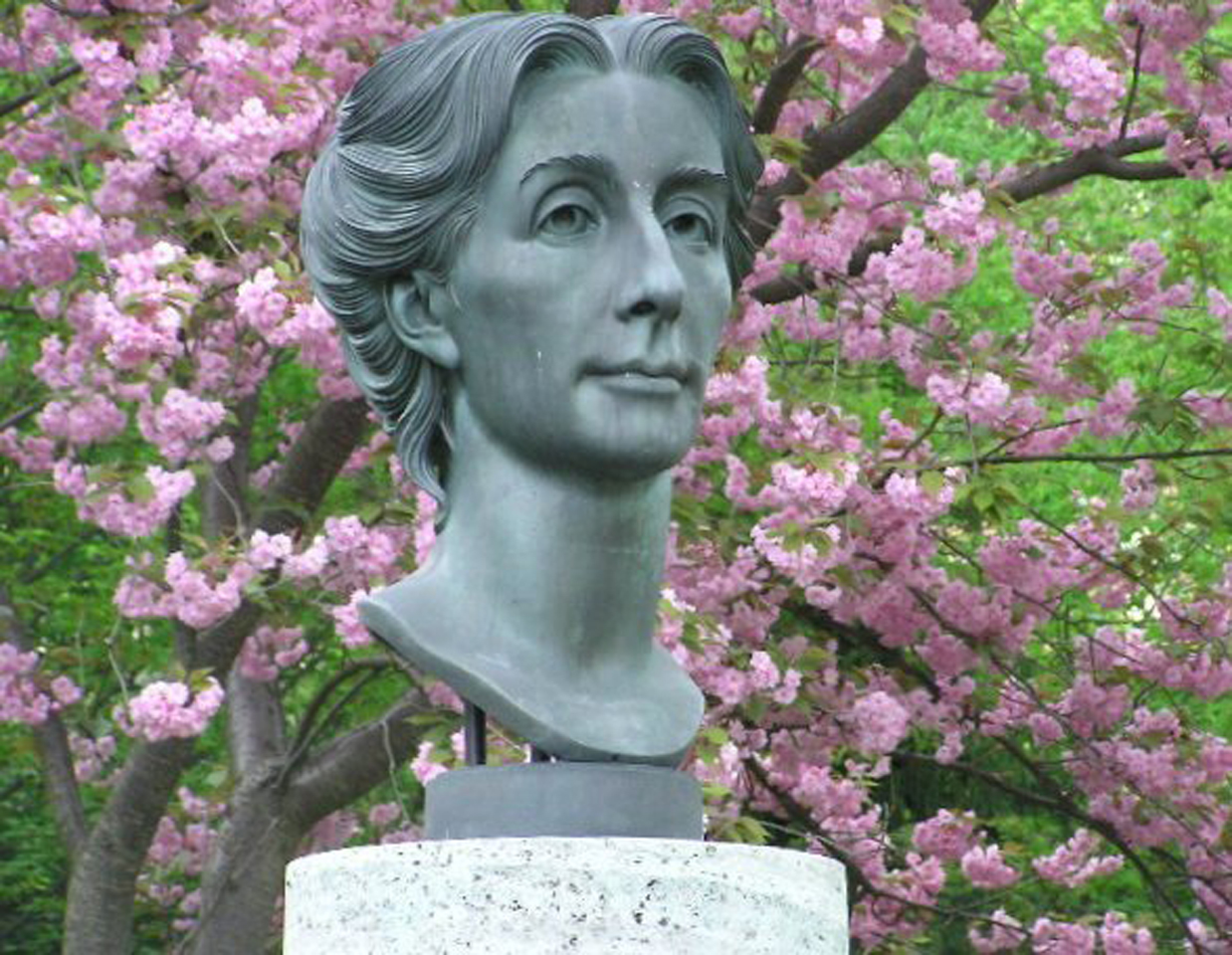
バイロイト祝祭劇場のコジマの胸像

ザクセンでの追放令が取り消し後の1864年、ワーグナーに心酔していたバイエルン国王ルートヴィヒ2世から突然招待を受ける。しかしそれを非難した宮廷勢力や、噂となっていたリストの娘で指揮者ハンス・フォン・ビューローの妻だったコジマとの仲を王も快く思わなかった。翌年スイスへ退避し、ルツェルン郊外トリープシェンの邸宅に住んだ。
コジマは少女時代からワーグナーの才能に感銘を受けていたが、ワーグナーの支持者であったビューローと結婚し、2人の子を儲けていた。ところがこのころワーグナーと深い仲となり、1865年にワーグナーの娘イゾルデを産む（2人とも離婚していない）。1866年ワーグナーの正妻ミンナが病死。1870年コジマはビューローと離婚してワーグナーと再婚した。そしてビューローはワーグナーと決別し、当時ワーグナー派と敵対していたブラームス派に加わった。
1865年、ワーグナーはバイエルン国王ルートヴィヒ2世のために『パルジファル』を書き、「ゲルマン＝キリスト教世界の神聖なる舞台作品」と呼んだ。同1865年9月11日の日記では「私はもっともドイツ的な人間であり、ドイツ精神である」と書いた。ワーグナーは『パルジファル』にあたって、大ドイツ主義者の聖書学者グフレーラーの『原始キリスト教』に影響を受けた。
1867年にワーグナーは、フランス文明は退廃的な物質主義であり、優美を礼儀作法に変形させ、すべてを均一化させ死に至らしめるものであり、この物質的文明から逃れることができるのがドイツであり、古代末期にローマ帝国を滅ぼして新生ヨーロッパを作ったゲルマン民族と同じ国民である、と論じた。
1867年には『ニュルンベルクのマイスタージンガー』（WWV 96）が完成し、1868年6月21日にはビューローの指揮によってミュンヘン宮廷歌劇場で初演された。『ニュルンベルクのマイスタージンガー』では「たとえ神聖ローマ帝国は雲散霧消しても、最後にこの手に神聖なドイツの芸術が残る」（3幕5場）と述べられた。しかし、この作中でユダヤ人は出てこない。
1869年に北ドイツ連邦で宗教同権法（宗教の違いに関係ないドイツ市民同権法）が承認され、1871年にドイツ帝国全域で施行されると、反ユダヤ主義運動が高まりを見せたが、ワーグナーは同時代の反ユダヤ主義には同調しなかった。他方でユダヤ人資本家、宮廷ユダヤ人によって操られているプロイセン政府を軽率な国家権力として批判した。またワーグナーはヴィルヘルム・マルやオイゲン・デューリングの反ユダヤ主義は評価しなかったが、ユダヤ人の儀式殺人をとりあげたプラハ大学教授のアウグスト・ローリング神父の『タルムードのユダヤ人』（1871年） を愛読した。
現在でもオペラ以外の作品としては頻繁に演奏されている管弦楽曲『ジークフリート牧歌』（WWV 103）は、コジマと子供たちのために密かに作曲し、1870年のコジマの誕生日に演奏したものである。
1870年の普仏戦争の開始に、ワーグナーは著書『ベートーヴェン』で、フランス近代芸術は独創性を完全に欠如させているが、芸術を売りさばくことで計り知れない利潤をあげているが、ベートーヴェンがフランス的な流行（モード）の支配から音楽を解放したように、ドイツ音楽の精神は人類を解放する、と論じた。

### バイロイト祝祭劇場の建設

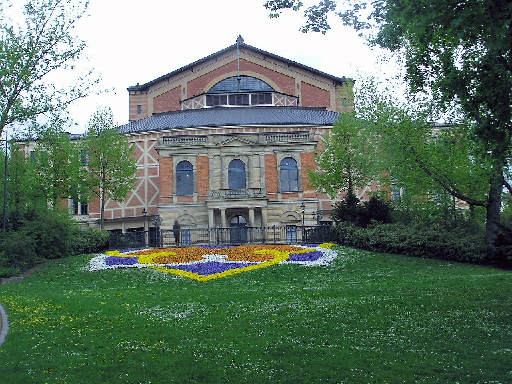
バイロイト祝祭劇場

1872年、バイロイトへ移住し、ルートヴィヒ2世の援助を受けて、長く夢見ていた自身の作品のためのバイロイト祝祭劇場の建築を始める。1874年に『ニーベルングの指環』が完成。劇場は1876年に完成し、『指環』が華々しく上演された。が、自身が演出したこの初演にはワーグナーはひどく失望し、再度の上演を強く望んだが、主に多額の負債のため、生前には果たせなかった。
1873年にはビスマルクの反カトリック政策である文化闘争を支持し、さらにカトリックだけではなく、横暴なフランス精神との闘争を主張した。しかし、ビスマルクがワーグナーの劇場計画や支援要請を拒否すると、ワーグナーはビスマルクとプロイセンに失望し、今日のドイツの軍事的優位は一時的なものにすぎず、「アメリカ合衆国とロシアこそが未来である」と妻に述べ、1874年に「私はドイツ精神なるものに何の希望も持っていない」とアメリカの雑誌記者デクスター・スミスへの手紙で述べた。1877年にはバイロイトを売却して、アメリカ合衆国に移住する計画をフォイステルに述べた。
ワーグナーは1880年の論文「宗教と芸術」で、音楽は世界に救いをもたらす宗教であると論じて、キリスト教からユダヤ教的な混雑物を慎重に取り除き、崇高な宗教であるインドのバラモン教や仏教などを参照して、純粋なキリスト教を復元しなくてはならないとし、失われた楽園を再発見するのは、菜食主義と動物愛護、節酒にあるとし、南米大陸への民族移動を提案した。この論文では、「ドイツ」は一語も登場しない。ワーグナーに影響を与えたショーペンハウアーは、キリスト教の誤謬は自然に逆らって動物と人間を分離したことにあるが、これは動物を人間が利用するための被造物とみなしたユダヤ教的見解に依拠する、と論じた。ワーグナーの菜食主義は、ヒトラーの菜食主義にも影響を与えた。また、ワーグナーは動物実験の禁止を主張した。また、1880年には哲学者ニーチェの妹エリーザベトの夫ベルンハルト・フェルスターによって、ユダヤ人の公職追放や入国禁止を訴えるベルリン運動（Berliner Bewegung）が展開され、26万5千人の署名が集まった。しかし、ワーグナーはベルリン運動への署名は拒否した。
晩年の1881年2月の論文「汝自身を知れ」において、ワーグナーは現在の反ユダヤ運動は俗受けのする粗雑な調子にあると批判し、ドイツ人は古代ギリシアの格言「汝自身を知れ」を貫徹すれば、ユダヤ人問題は解決できると論じた。ワーグナーの目標はユダヤ人を経済から現実に排斥することでなく、現代文明におけるユダヤ性（Judenthum）全般を批判し、フランスの流行や文化産業と一体化したものとして批判した。ワーグナーにとって、ユダヤ人は「人類の退廃の化身であるデーモン」であり「われわれの時代の不毛性」であり、ユダヤへの批判はキリスト教徒に課せられた自己反省を意味し、またユダヤ教は現世の生活にのみ関わる信仰であり、現世と時間を超越した宗教ではないとした。
1881年9月の論文「英雄精神とキリスト教」では、人類の救済者は純血を保った人種から現れるし、ドイツ人は中世以来そうした種族であったが、ポーランドやハンガリーからのユダヤ人の侵入によって衰退させられたとして、ドイツの宮廷ユダヤ人によってドイツ人の誇りが担保に入れられて、慢心や貪欲と交換されてしまったとワーグナーは論じた。ユダヤ人は祖国も母語も持たず、混血してもユダヤ人種の絶対的特異性が損なわれることがなく、「これまで世界史に現れた最も驚くべき種族保存の実例」であるに対して、純血人種のドイツ人は不利な立場にあるとされた。なお、ワーグナーはユダヤ系の養父ルートヴィヒ・ガイアーが自分の実の父親であるかもしれないという疑惑を持っていた。
1881年、ワーグナーはバイエルン国王ルートヴィヒ2世への手紙でユダヤ人種は「人類ならびになべて高貴なるものに対する生来の敵」であり、ドイツ人がユダヤ人によって滅ぼされるのは確実であると述べている。しかし、同じ年に、ユダヤ人歌手アンゲロ・ノイマンが反ユダヤ主義者に攻撃を受けると、ノイマンを擁護してもいる。
1882年、ウィーンのリング劇場で800人が犠牲となった火災事故に対してワーグナーは「人間が集団で滅びるとは、その人間たちが嘆くに値しないほどの悪人だったということだ。あんな劇場に人間の屑ばかり集めて一体何の意味があるというのか」と述べ、鉱山で労働者が犠牲になった時こそ胸を痛めると述べた。また、ワーグナーは「人類が滅びること自体はそれほど惜しむべきことではない。ただ、人類がユダヤ人によって滅ぶことだけはどうしても受け入れがたい恥辱である」と述べている。
1882年、舞台神聖祝典劇『パルジファル』（WWV 111）を完成。最後の作品となった本作は、バイロイト祝祭劇場の特殊な音響への配慮が顕著で、作品の性格と合わせて、ワーグナーはバイロイト以外での上演を禁じた。このころ祝祭劇場と彼の楽劇はヨーロッパの知識人の間で一番の関心の的になる。

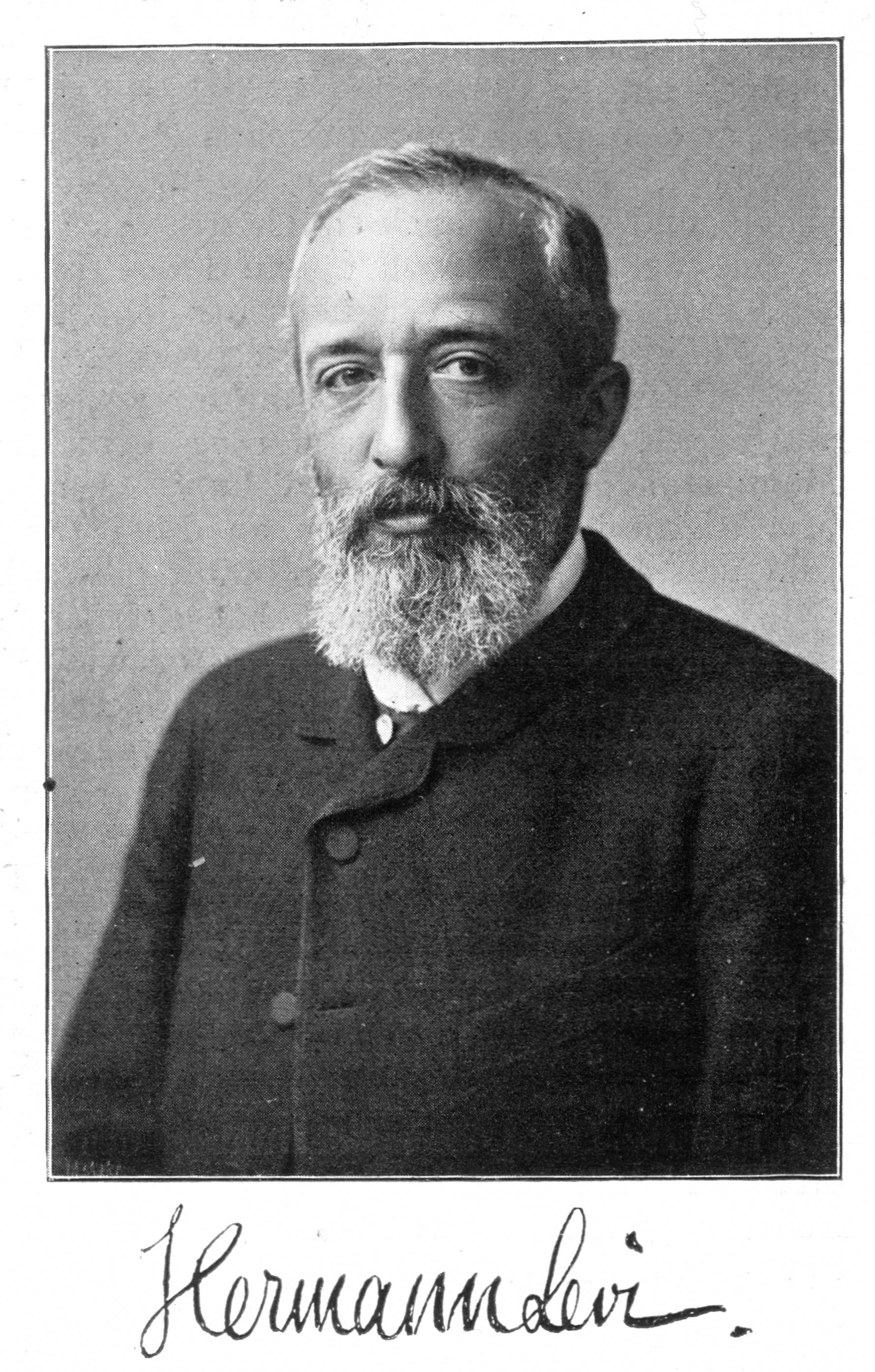
ヘルマン・レーヴィ

1882年夏、ワーグナーの崇拝者であったユダヤ人指揮者ヘルマン・レーヴィはルートヴィヒ2世の命によって、『パルジファル』のバイロイト祝祭劇場初演を指揮した。『パルジファル』でワーグナーはインドの仏教やラーマーヤナをモチーフにしたが、「キリスト教世界の外部」の中世スペインとして設定された。宗教と芸術の一致を目標としていたワーグナーは、ユダヤ人のレーヴィをキリスト教に改宗せずに指揮してはならないと言ったが、レーヴィは拒否した。レーヴィはワーグナーの論文「汝自身を知れ」に感銘し、ワーグナーのユダヤとの戦いは崇高な動機からのものであり、低俗なユダヤ人憎悪とは無縁であると考えた。前年の1881年6月には匿名でユダヤ人に指揮させないでほしいという懇願とともに、そのユダヤ人はワーグナーの妻コジマと不義の関係にあるとする手紙がワーグナーのもとに届いた。ワーグナーが手紙をレヴィに見せると、レーヴィは指揮の辞退を申し出たが、ワーグナーは指揮をするよう言った。ワーグナーの娘婿でイギリス人反ユダヤ主義者チェンバレンは終生ワーグナーに忠実であったレーヴィを例外的ユダヤ人として称賛した。

### 死去

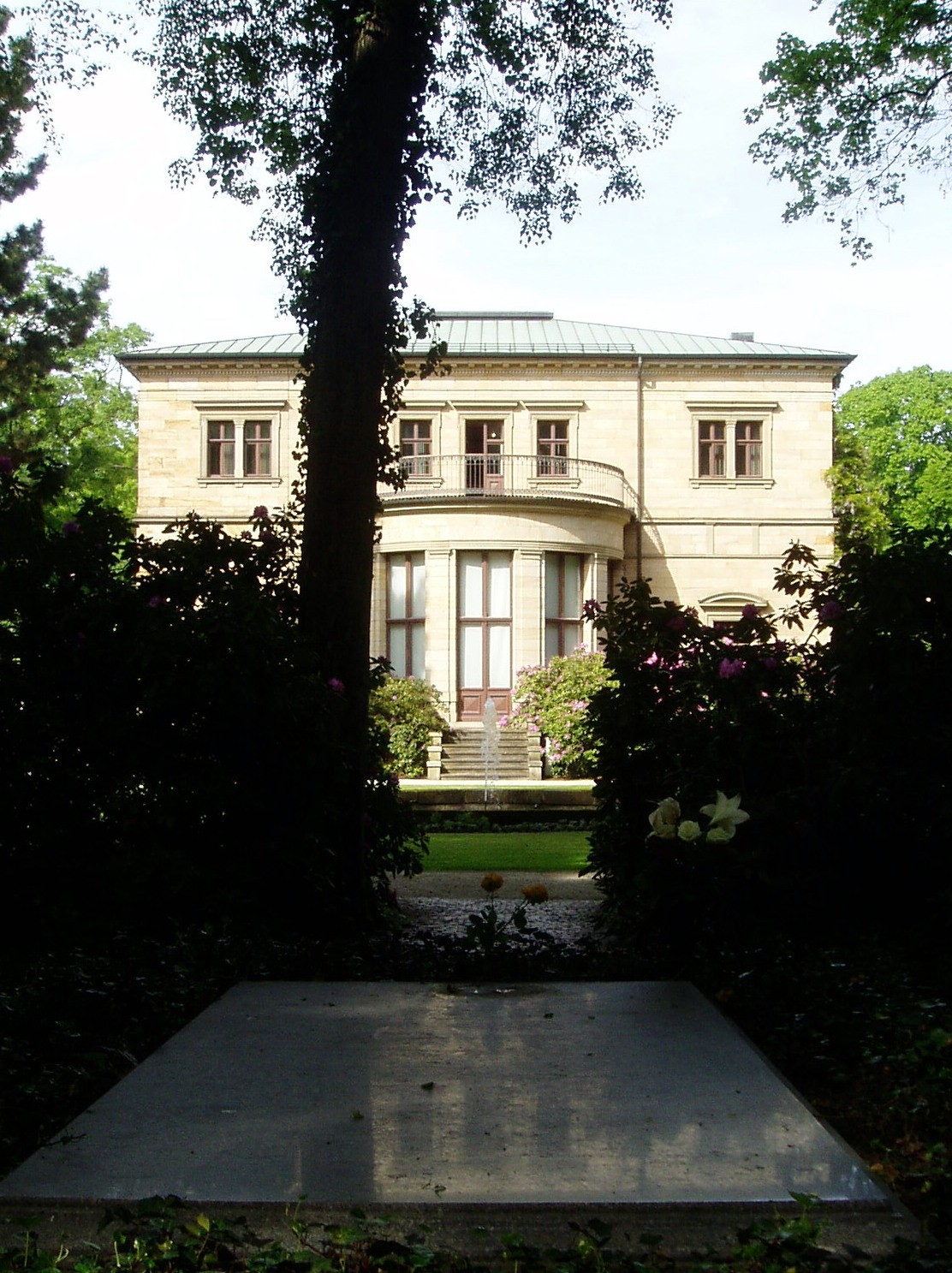
バイロイトのヴァーンフリート荘と、裏庭にあるワーグナーとコジマの墓

1883年2月13日、ヴェネツィアにて旅行中、客死。作品でも私生活でも女性による救済を求め続けたワーグナーらしく、最後に書いていた論文は『人間における女性的なるものについて』であり、その執筆中に以前から患っていた心臓発作が起きての死だった。ワーグナーは死ぬ直前に「われわれはすべてをユダヤ人から借り出し、荷鞍を乗せて歩くロバのような存在である」とも述べた。コジマはベッドに横たえられたワーグナーの遺体を抱きかかえて座り、一日中身動きひとつとしなかったという。遺体はバイロイトの自宅であるヴァーンフリート荘の裏庭に埋葬された。
ワーグナーの死はヨーロッパ中に衝撃を与えた。ルートヴィヒ2世はワーグナーの死を知って「恐ろしいことだ」と打ち震えた。訃報を接した際に合唱の練習をしていたブラームスは、ワーグナーに弔意を表して練習を打ち切ったという。離反していたニーチェも悔みの手紙を送り、ワーグナーを痛烈に批判しブラームスを支持したエドゥアルト・ハンスリックもワーグナーの死を悼んだ。アントン・ブルックナーの交響曲第7番の第2楽章は、彼の死の予感の中で書かれ、そのコーダは彼の死に捧げる葬送音楽となっていることはよく知られている。
またヴェルディはこう書いている。

## 後継者たち
リヒャルト・ワーグナーの死後、祝祭劇場は妻コジマが運営、1907年のコジマ引退後は、息子のジークフリートが翌1908年に音楽祭の終身芸術監督に就任して運営を受け継いだ。ジークフリートは指揮者、作曲家としても活動しており、音楽祭でも指揮、舞台演出を手がけた。ワグネリアンだったヒトラーは晩年のコジマに面会している。1930年にコジマとジークフリートが相次いで死去すると、ジークフリート夫人のヴィニフレート（イギリス出身、1897年 - 1980年）が後を継いだが、ナチズムとは一定の距離を置いていた亡夫とは対照的に、彼女はヒトラーに公私共に接近（一時は結婚の噂もあった）、祝祭劇場はナチス政権の国家的庇護を受けた。なお、長女フリーデリント（Friedelind, 1918年 - 1991年）は母のナチスへの協力を嫌って出奔し、アメリカへ亡命した。
第二次世界大戦の敗戦後、ヴィニフレートはナチスとの協力の責任を問われて祝祭劇場への関与を禁止された。劇場は一時アメリカ軍に接収されたが、長男ヴィーラント（1917年 - 1966年）に返還された。1951年、フルトヴェングラー指揮の第九でバイロイト音楽祭も再開された。再開後の音楽祭は主に舞台演出を担当するヴィーラントと運営面を受け持つ弟のヴォルフガング（Wolfgang, 1919年 -　2010年 ）との共同体制により回を重ねた。ヴィーラントは戦後のバイロイトでの上演の多くを演出、舞台装置を極端に簡略化し（再開当時の音楽祭が深刻な資金不足だったことも一因であったが）、照明の活用と、わずかな動きに密度の濃い意味を持たせた。その演出技法は、巨匠カール・ベームの新即物主義的な演奏とともに「新バイロイト様式」として高い評価を受けるとともに、ナチス時代との決別を明確にした。なお、彼の演出にはテオドール・アドルノ、エルンスト・ブロッホ等ナチスとは対極的な多くの知識人の支持・支援があった。
ヴィーラントの急逝後はヴォルフガングが総監督に就き、以後40年以上の長期にわたってバイロイト運営を主導した。彼はヴィーラント時代から運営と共に演出を手がけており、兄の死後も少なからぬ作品の演出を行なったが、ゲッツ・フリードリヒ、パトリス・シェロー、ハリー・クプファー等を筆頭に、演出家を外部から積極的に招聘するようになり、今日に至っている。ヴォルフガングは、演出家招聘により、20世紀バイロイト上演史に刻まれる数々の舞台の仕掛人となるなど、運営面で顕著な実績を挙げた。しかし、兄の子孫を完全にバイロイト運営から追い出したり、優れたワーグナー指揮者・歌手・演出家が彼の方針と相容れず音楽祭から身を引いた例も多く、私物化、商業主義など、長期の独裁的な組織運営に伴いがちな諸問題により多くの批判を受けたのも事実である。
高齢となったヴォルフガングが2008年に引退後、現在は娘のエファ（ヴォルフガングと先妻エレンとの間の娘）とカタリーナ（ヴォルフガングと後妻グードルーンとの間の娘）が共同で総監督を務めて音楽祭を主宰(2015年以降はカタリーナの単独主宰)。リヒャルト・ワーグナーの時代から現在に至るまで、バイロイト音楽祭の頂点にはワーグナー一族が君臨し続けている。ワーグナーの芸術的遺産の保護・継承を担うリヒャルト・ワーグナー財団(1973年設立)では、その規約で、総監督はワーグナー家から選出すると規定されている。代々高齢で子を成す家系であり、曾孫のカタリーナは曽祖父と165年も離れた1978年生まれである。

## 影響
クロード・ドビュッシーは一時ワーグナー主義者となり、その後独自のオペラ『ペレアスとメリザンド』を完成させた。
世紀末ウィーンの音楽界では、音楽的に保守的であったブラームス派はバッハ、ベートーヴェンなどのドイツ伝統音楽を模範として、ワーグナー派のアントン・ブルックナーはワーグナーやリストなど「未来の音楽」を標榜する進歩派であった。しかし、ブルックナー派はドイツ民族主義と反ユダヤ主義と結びついており、他方でブラームス派は自由主義者で親ユダヤ的であった。ユダヤ人マーラーはワーグナー派でブルックナー派に属しており、1891年にはハンブルクでワーグナーを指揮し、1897年にウィーン宮廷歌劇場監督に就任し、1898年に『指環』を指揮した際には、作中のミームはユダヤ人への風刺だが、ミーメとは私であると述べた。
ユダヤ系オーストリア人の作曲家アルノルト・シェーンベルクは若い頃にワーグナーの全オペラを20回から30回観ており、1933年にはワーグナーの『音楽におけるユダヤ性』に反論しながらも、「私にとってワーグナーは永遠の現象である」と称賛している。
哲学者フリードリヒ・ニーチェ（のち離反）や作家トーマス・マンらもワーグナーの芸術を愛した。
フランスではシャルル・ボードレール、ステファヌ・マラルメ、モーリス・バレスがワーグナーに熱狂し、カチェル・マンデスはパルジファルに巨大で輝かしいアーリアの神々が浮かび上がるのを見た。雑誌『ルヴュ・ヴァグネリアン』の発行者で作家のエドゥアール・デュジャルダン はヴァーグナーは宗教を創始し、パルジファルは第三のアダムで、イエスが世界の終わりに現れるときにとる姿であるとした。ワーグナーは新異教主義（パガニズム）に大きな影響力を持ち、ヒトラーもワーグナーの崇拝者であった。
セルゲイ・エイゼンシュテインはモスクワボリショイ劇場で1940年11月21日に『ヴァルキューレ』を演出した。
反ユダヤ的思想は、ヒトラーがワグネリアンであったことと相まって、のちにナチスに利用された。現在でもイスラエルではワーグナーの楽曲がタブー視されており、法的な禁止事項ではないものの自主規制の対象であり、公に演奏されることは許されない。しかし、1981年、ズービン・メータが「民主主義国家イスラエルではすべての音楽が演奏されるべきではないでしょうか」と演説し、聞きたくない観客には辞退してもらい、『トリスタンとイゾルデ』の一曲をアンコールで演奏した。2000年、イスラエル最高裁判所はリション・レジオンオーケストラにジークフリート牧歌演奏権を認めた。ユダヤ系指揮者ダニエル・バレンボイムは2001年イスラエル音楽祭でベルリン国立歌劇場を指揮して『トリスタンとイゾルデ』序曲を演奏し、騒ぎとなった。イスラエル国営ラジオの音楽部長Avi Chananiはワーグナーのイスラエルにおける演奏を擁護したが、演奏すべきではないという意見も多々あった。その後バレンボイムは、ワーグナーがヒトラーのお気に入りの作曲家だったからといって、ワーグナーにホロコーストの責任を押し付けるのは間違っているし、1967年の六日戦争以降、イスラエルはヨーロッパの反ユダヤ主義とパレスチナがイスラエル建国を受け入れないことをつなげたが、パレスチナは反ユダヤ主義ではなかったしイスラエルによる侵略を受け入れないだけだとイスラエルを批判した。
ドイツではワーグナーの「音楽」を賞賛することは許されても（第二次大戦中でもアメリカなどで普通に演奏されていた）、ワーグナーの反ユダヤ思想を賞賛することはユダヤ人差別として非難の対象となる。
反ブラームスのイメージがある一方、ユダヤ系の先祖を持ちブラームスと交友関係を持っていたヨハン・シュトラウス2世のことは「最高の音楽的頭脳」と呼んで一定の交流関係を築いていた。ワーグナーは特に彼の『美しく青きドナウ』や『酒、女、歌』などのワルツを好んでいたという。また、ブラームスについても音楽的な才能についてはある程度評価しており、ブラームス自身が演奏した『ヘンデルの主題による変奏曲とフーガ』を聴いて、「古い様式でも、本当に出来る人にかかると、いろいろなことが出来るものだ」と評価している。
台本をも手がけたオペラ作曲家は他にもいるが、重要作の数としてワーグナーのそれはずば抜けており、そのため彼の名は音楽史にとどまらず文学史、演劇史に大きなものをとどめている。台本だけを収めた全集が刊行されているほか、世界戯曲全集のような企画にもしばしばその台本が収録されている。1972 - 1975年に刊行された小学館の分野別百科事典『万有百科』においては「音楽・演劇」の巻だけでなく「文学」の巻でも大きな項目が立てられた。

## 楽劇の完成者
ワーグナーはとくに中期以降の作品において、「ライトモティーフ」（Leitmotiv ）と呼ばれる機能的メロディの手法や無限旋律と呼ばれる構成上の手法を巧みに使用し、それまでの序曲、アリア、重唱、合唱、間奏曲がそれぞれ断片として演奏されていた歌劇の様式を、途切れのない一つの音楽作品へ発展させた。ちなみにワーグナー自身は「ライトモティーフ」という言葉は使用しておらず、「案内人」などと称した。一方、音楽ばかりでなく、劇作、歌詞、大道具、歌劇場建築にも携わり、それぞれのセクションが独立して関わってきた歌劇を、ひとつの総合芸術にまとめ上げた。これらの作品は「楽劇」とも呼ばれ、バイロイト劇場という専用舞台の建築運営へつながった。

## 指揮理論
ワーグナーは指揮者としても高名で、『指揮について』などの著作もあり、指揮に対する独自の理論を打ち立て、多くの指揮者を育成した。同じく独自の音楽理論を打ち立て、多くの弟子を養成したブラームスとは激しく対立し、近代以降の指揮理論の二大源流になった。

## 人物
- 身長は167cmほどだった。当時のドイツ人男性としては小柄な方である。後妻のコジマは父親似の長身だったため、夫妻での写真撮影では身長差が目立たないように工夫した。
- 亡命中、自分を保護してくれたリストを音楽的にも深く尊敬しており、唯我独尊とされる彼が唯一無条件で従う人物とされる。当時、ブラームス派とワーグナー派と二派に分かれた際、リストが自分についてきてくれたことに感激し、自信を更に深めた。
- 若いときは偽名を使って自分の作品を絶賛する手紙を新聞社に送ったり、パーティーで出会った貴族や起業家に「貴方に私の楽劇に出資する名誉を与えよう」と手紙を送ったりした（融資ではなく出資である）。これに対し拒否する旨の返事が届くと「信じられない。作曲家に出資する以上のお金の使い方など何があるというのか」と攻撃的な返事を出したという。
- 夜中に作曲しているときには周囲の迷惑も考えずメロディーを歌ったりする反面、自らが寝るときは昼寝でも周りがうるさくすることを許さなかったという。
- 常軌を逸した浪費癖の持ち主で、若い頃から贅沢をして支援者から多額の借金をしながら踏み倒したり、専用列車を仕立てたり、当時の高所得者の年収5年分に当たる額を1ヶ月で使い果たしたこともあった。リガからパリへの移住も、借金を踏み倒した夜逃げ同然の逃亡だった。
- 過剰なほどの自信家で、「自分は音楽史上まれに見る天才で、自分より優れた作曲家はベートーヴェンだけだ」と公言して憚らなかった（とはいえリストやウェーバーなど、彼が敬意を払っていた作曲家は少なくなかったようだが）。このような態度は多くの信奉者を生むと同時に敵や反対者も生む結果となった。
- 哲学者フリードリヒ・ニーチェとの親交があり、ニーチェによるワーグナー評論は何篇かあるが、中でも第1作『悲劇の誕生』はワーグナーが重要なテーマとなっていることで有名である。しかしのちに両者は決別する。
- ブラームスとそりが合わず、犬猿の仲だった。1870年にウィーンで催されたベートーヴェンの生誕100年セレモニーに講演者として招待を受けて快諾したが、土壇場で出席者リストにブラームスの名を見つけて出席を拒否した。
- 動物好きで犬とオウムを飼っており、動物実験に反対する投書を寄稿したこともある。

## 作品

### 舞台音楽

#### 主なオペラ、楽劇作品
- 『さまよえるオランダ人』（Der fliegende Holländer）WWV 63
全3幕のオペラ、1842年完成。ワーグナーの遺志により1幕形式で上演される。救済のない荒々しい音楽の初稿と、救済のある幾分穏やかな音楽の改訂稿がある。
- 『タンホイザー』（Tannhäuser und der Sängerkrieg auf Wartburg 『タンホイザーとワルトブルクの歌合戦』）WWV 70
全3幕。主人公のミンネゼンガー(恋愛歌人) タンホイザーと、ワルトブルク領主の姪 エリーザベト(Elisabeth )との愛の物語。
1845年完成、初演ドレスデン。初版の他に改訂を経た「ドレスデン版」や、1861年にパリオペラ座で上演されたフランス語による「パリ版」とそのドイツ語版、更に事実上の最終稿である「ウィーン版」などがあり、それぞれ曲の構成などが微妙に異なっている。今日では、序曲が管弦楽作品として単独で、第2幕の一場面が管弦楽などに編曲され「タンホイザー行進曲」などとして演奏される。また、第3幕で歌われる「ああ、我が優しい夕星よ」は、バリトン独唱の曲として「夕星の歌」の名で親しまれる。
- 『ローエングリン』（Lohengrin ）WWV 75
全3幕のオペラ。1848年完成、1850年にヴァイマルで初演。初稿には「グラール語り」が入っているが普通は演奏されない。白鳥の騎士ローエングリンが窮地に追い込まれたブラバント王女エルザを救って結婚するが、のちに自らの素性を明かして去ってゆくという筋書き。前記バイエルン国王ルードヴィヒ2世が主人公ローエングリンに憧れ、自らをローエングリンと空想し、逃亡中の作者ワーグナーをエルザとみなして保護した。
音楽的には「第1幕への前奏曲（チャップリンの「独裁者」で有名）」「第3幕への前奏曲」「婚礼の合唱」がとくに知られる。なお、本作におけるライトモティーフ「質問禁止の動機」とチャイコフスキーのバレエ『白鳥の湖』（1877年）の旋律的に延長された主題に、類似性が指摘されている[74]。
- 『トリスタンとイゾルデ』（Tristan und Isolde）WWV 90
1857年から1859年にかけて作曲、1865年6月10日ミュンヘンの宮廷歌劇場で初演された3幕の楽劇。「楽劇」は世称であり、実際はワーグナー唯一のジャンル無銘作品[75]。トリスタンはコーンウォール国王マルケの甥で、王妃となるイゾルデを迎えに行くが、その帰路、彼女の媚薬により2人は愛し合うようになり、最後は悲劇で終わる。ヴェーゼンドンク夫人マティルデとの悲恋が投影されていると言われる。音楽的には半音階和法を徹底し、前奏曲、第2幕の愛の二重唱、最終場面の「イゾルデの愛の死」がよく知られる。
また、本楽曲は音楽史を変え、調性崩壊の引き金になったトリスタン和音が使われている曲としても有名。
- 『ニュルンベルクのマイスタージンガー』（Die Meistersinger von Nürnberg）WWV96
全3幕の楽劇。1867年完成、実在のニュルンベルクの詩人ハンス・ザックスを主人公とした喜劇調の楽劇だが、内容的にはショーペンハウアーの哲学が色濃く反映されている。前作トリスタンとイゾルデとは異なり、音楽的には全音階和法を展開し、ライトモティーフの使用も円熟している。「第1幕への前奏曲」「愛の洗礼式」「ヨハネ祭の場面」が有名。
- 『ニーベルングの指環』（Der Ring des Nibelungen）WWV 86
4つの独立した楽劇からなる連作で、4夜にわたって上演される壮大な作品。ワーグナー自身の意図は4夜での通し上演だが、演奏家・聴衆の疲労を考慮し、最近はバイロイトでも2日の休みを入れ6日間で、一般の歌劇場では更に間隔をあけて上演される。実質的に音楽史上最大規模の作品。
ワーグナー自身、本作品群をみずからのライフワークと定め、26年間にわたって作曲し続けた。その間に作曲を休止して『トリスタン』や『マイスタージンガー』を作曲している。
内容的には、それを手にした者は世界を支配できるという「ニーベルングの指環」をめぐり、小人族（アルベリッヒほかニーベルング族）やヴァルハラの神々（ヴォータンほか）、巨人族（ファーフナーほか）、人間（英雄ジークフリートほか）が争うというもの。『ヴァルキューレ』第3幕冒頭における「ワルキューレの騎行」が音楽的に有名。
  - 序夜『ラインの黄金』（Das Rheingold）WWV 86A
  - 第1夜『ヴァルキューレ』（Die Walküre）WWV 86B
  - 第2夜『ジークフリート』（Siegfried ）WWV 86C
  - 第3夜『神々の黄昏』（Götterdämmerung）WWV 86D
- 『パルジファル』（Parsifal）WWV 111
全3幕の神聖舞台祝典劇でワーグナーの楽劇では最も重々しく荘厳であり、初演に際しては全幕の拍手を禁止した。現在でもウィーンやバイロイトでは、第1幕の終わりで拍手をしてはならない。
本作はキリスト教の救済思想が色濃く反映されており、これによってニーチェは最終的にワーグナーと決別した。
なおライトモティーフ「聖杯の動機」は、古いコラール旋律「ドレスデン・アーメン」をそのままドミナントまで使用しており、この旋律はメンデルスゾーンの交響曲第5番『宗教改革』の冒頭でも使用されている。音楽的には「聖杯行進曲」「花の乙女たちの踊り」「聖金曜日の奇跡」が有名。

#### その他の舞台作品

##### オペラ
- 婚礼 Die Hochzeit WWV 31（1832–33年、2つの断片のみ現存）
- 妖精 Die Feen WWV 32（1833年）
- 恋愛禁制 Das Liebesverbot WWV 38（1834–36年）
- 貴き花嫁 Die hohe Braut WWV 40（1836–42年、未完）
この作品は台本のみで作曲はしなかったが、ボヘミアの作曲家ヤン・ベドルジフ・キットル（ヨハン・フリードリヒ・キットル）がオペラ『ビアンカとジュゼッペ、あるいはニースに攻め寄せるフランス軍』として完成させた。
- リエンツィ Rienzi, der Letzte der Tribunen WWV 49（1837–40年）
- サラセンの女 Die Sarazenin WWV 66（1841–43年、未完）
- ファールの鉱山 	Die Bergwerke zu Falun WWV 67（1842年、未完）
- フリードリヒ1世 Friedrich I WWV 76（1846–49年、未完）
- ナザレのイエス Jesus von Nazareth WWV 80（1849年、未完）
- アキレウス Achilleus WWV 81（1849–50年、未完）
- 鍛冶屋のヴィーラント Wieland der Schmied WWV 82（1849/50年、未完）
この作品は台本のみで作曲はしなかったが、1905年頃にアドルフ・ヒトラーが作曲を試みており、ピアノ・スケッチが現存している。
- 勝利者たち Die Sieger WWV 89（1856年、未完）

##### 劇付随音楽
- ロイバルト Leubald WWV 1（1826–28年、未完）
- 新しい年1835年を迎えて Beim Antritt des neuen Jahres 1835 WWV 36（1834年）
- プロイセンにおける異教徒の最後の陰謀 Die letzte Heidenverschwörung in Preussen WWV 41（1837年？、断片）

##### その他
- 牧歌劇『愛する人の気分 Die Laune des Verliebten』WWV 6（1830年、未完）
- オペレッタ『女の浅知恵に勝る男の知恵 Männerlist größer als Frauenlist』WWV 48（1837年？、断片）
- 1幕の喜劇 Ein Lustspiel in 1 AktWWV 100（1868年、未完）
- 喜劇『降伏 Eine Kapitulation』WWV 102（1870年、未完）

### 管弦楽作品

#### 交響曲
- 交響曲 ハ長調 WWV 29（1832年）
- 交響曲 ホ長調 WWV 35（1834年、第1楽章のみ完成、第2楽章冒頭まで作曲、以降未完）
- 複数の交響曲 WWV 78（1846–47年、未完）

#### その他の管弦楽作品
- 序曲『太鼓連打』変ロ長調 WWV 10（1830年、消失？）
- 政治的序曲 WWV 11（1830年？、消失）
- 序曲『メッシーナの花嫁』WWV 12（1830年、消失、シラーの戯曲のため）
- 管弦楽曲 ホ短調 WWV 13（1830年？、断片）
- 序曲 ハ長調 WWV 14（1830年、消失）
- 序曲 変ホ長調 WWV 17（1831年、消失）
- 演奏会用序曲第1番 ニ短調 WWV 20（1831年）
- 演奏会用序曲第2番 ハ長調 WWV 27（1832年）
- ラウパッハの悲劇『エンツィオ王』のための序曲とフィナーレ ホ短調 WWV 24（1831–32年）
- 2つの悲劇的間奏曲 WWV 25（1832年？）
第1番 ニ長調 アレグロ
第2番 ハ短調 アレグロ・コン・ブリオ
- 序曲『クリストフ・コロンブス』変ホ長調 WWV 37（1834–35年）
- 序曲『ポーランド』ハ長調 WWV 39（1836年）
- 序曲『ルール・ブリタニア』ニ長調 WWV 42（1837年）
- ファウスト序曲 ニ短調 WWV 59（1839/40年）
- ロメオとジュリエット 変イ短調 WWV 98（1868年、未完）
- ジークフリート牧歌 ホ長調 WWV 103（1870年）
- 皇帝行進曲 変ロ長調 WWV 104（1871年）
- 序曲と交響曲の主題と旋律 WWV 107（1874–83年）
- アメリカ100年祭大行進曲 ト長調 WWV 110（1876年）

### 室内楽曲
- 弦楽四重奏曲 ニ長調 WWV 4（1829年、消失）
- クラリネットと弦楽五重奏のためのアダージョ（偽作＝ベールマン作）

### ピアノ曲
- ピアノソナタ ニ短調 WWV 2（1829年、消失）
- ピアノソナタ ヘ短調 WWV 5（1829年、消失）
- 四手のためのピアノソナタ 変ロ長調 WWV 16（1831年、消失）
- ピアノソナタ 変ロ長調 作品1, WWV 21（1831年）
- 幻想曲 嬰へ短調 作品3, WWV 22（1831年）
- ピアノソナタ イ長調『大ソナタ』作品4, WWV 26（1832年）
- ポルカ ト長調 WWV 84（1853年）
- ワルツ『チューリヒの恋人』変ホ長調 WWV 88（1854年）
- ベティ・ショット夫人のためのアルバムの綴り 変ホ長調 WWV 108（1875年）

### 合唱曲
- 民衆讃歌『ニコライ』ト長調 WWV 44（1837年）
- 陽は昇る Der Tag erscheint WWV 68（1843年）
- 使徒の愛餐 Das Liebesmahl der Apostel WWV 69（1843年）
- ウェーバーの墓前にて An Weber's Grabe WWV 72（1844年）
- 子供たちの問答 Kinder-Katechismus WWV 106（1873–74年）
- 急げ、急げ、子供たち Ihr Kinder, geschwinde, geschwinde WWV 113（1880年）

### 歌曲
- 歌曲集のスケッチ WWV 7（1828–30年）
- ゲーテの『ファウスト』の7つの小品 WWV 15（1831年）
- 鐘の響き Glockentöne WWV 30（1832年、消失）
- 樅の木 Der Tannenbaum WWV 50（1838年？）
- 眠れ、わが子 Dors, mon enfant WWV 53（1839年）
- 法悦 Extase WWV 54（1839年、断片のみ）
- 君を待つ L'Attente WWV 55（1839年）
- 墓がバラにささやいた La Tombe dit à la rose WWV 56（1839年、断片）
- 全ては束の間の幻 Tout n'est qu'images fugitives WWV 58（1839年）
- ヴェーゼンドンク歌曲集 WWV 91（1857–58年）
- 神の御心は定めたもう Es ist bestimmt in Gottes Rat WWV 92（1858年、草稿）

### その他の声楽作品
- アリア WWV 3（1829年、消失）
- シェーナとアリア WWV 28（1832年、消失）
- わが眼差しの行方は WWV 33（1833年、マルシュナーのオペラ『吸血鬼』のアリアの追加）

### 編曲
- ベートーヴェン：『交響曲第9番』合唱の編曲 WWV 9（1830–31年）
- グルック：オペラ『オーリードのイフィジェニー』序曲の演奏会用コーダの補作 WWV 87（1854年）
- ヨハン・シュトラウス2世：ワルツ『酒、女、歌』の管弦楽変更 WWV 109（1875年）
- ドニゼッティ：オペラ『愛の妙薬』のピアノ用編曲

## 著作
- 『ドイツのオペラ』1834年
- 『ベートーヴェンまいり』1840年
- 『音楽におけるユダヤ性』1850年
- 『オペラとドラマ』1851年
- 『ベートーヴェン—第九交響曲とドイツ音楽の精神』
- 『指揮について』1870年
- 『楽劇名称論』1872年
- 『作詞作曲論』1879年
- 『歌劇作詞作曲各論』1879年
- 『戯曲への音楽応用論』1879年
- 『1880年序説』1879年
- 『宗教と芸術』1880年
- 『人間性における女性的なものについて』（未完）1883年

　日本語訳
- 『芸術と革命 他4篇』 北村義男訳、岩波文庫、1953年
- 『ヴァーグナー小説集 : 附 素描の自叙伝』高木卓訳　深夜叢書社　1976年
- 『わが生涯』 山田ゆり訳　勁草書房 1986年
- 『ワーグナー著作集』 三光長治監修　第三文明社、1990-1998年
1巻「ドイツのオペラ」、3巻「オペラとドラマ」、5巻「宗教と芸術」のみ刊
- 『友人たちへの伝言』 三光長治監修　法政大学出版局、2012年
『芸術と革命』、『未来の芸術作品』、『未来の芸術家像』、『友人たちへの伝言』を収録
- 『ベートーヴェン』 三光長治監修　法政大学出版局、2018年
『ベートーヴェン』、『ヴィーベルンゲン』、『オペラの使命について』、『俳優と歌手について』ほかを収録

## その他
- 手塚治虫の晩年の作品『アドルフに告ぐ』の物語の前半にストーリーに重要な石膏像が登場するが、その石膏像がワーグナーである。当作の中ではワグナーと記載されている。
- 小惑星(3992) Wagnerはワーグナーの名前にちなんで命名された[76]。